# José Nápoles

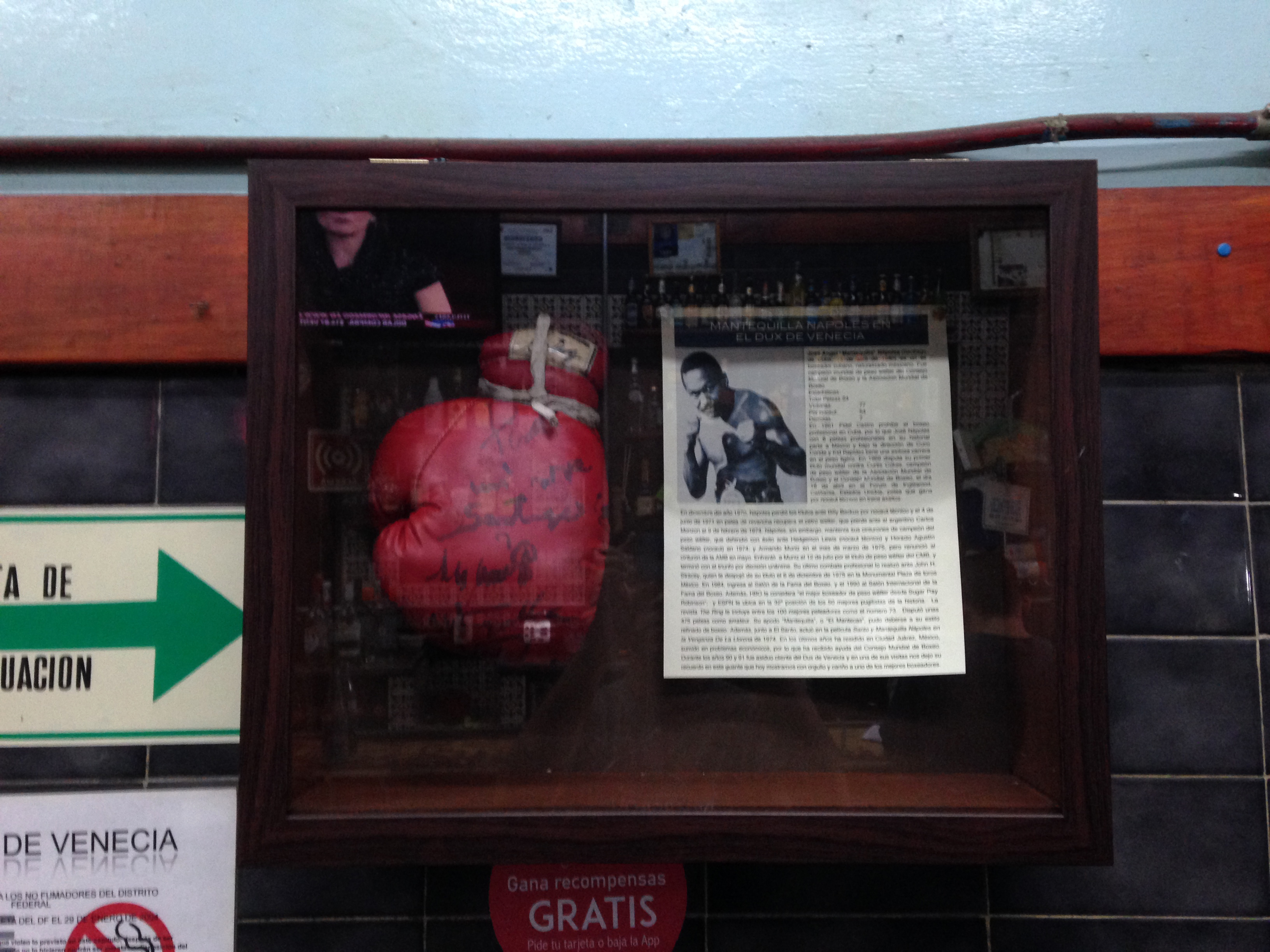
Rękawica bokserska Nápolesa w barze El Dux de Venecia w Meksyku.

José Ángel Nápoles (ur. 13 kwietnia 1940 w Santiago de Cuba, zm. 16 sierpnia 2019 w Meksyku) – kubański, a potem meksykański bokser, zawodowy mistrz świata kategorii półśredniej.

## Życiorys
Rozpoczął karierę boksera zawodowego w 1958 na Kubie. Po zakazaniu boksu zawodowego na Kubie przez reżim Fidela Castro w 1962 przeniósł się do Meksyku. W 1964 pokonał przyszłego mistrza świata wagi junior półśredniej Carlosa Hernándeza. Od 1966 do 1969 wygrał kolejno 14 pojedynków bokserskich.
Zmierzył się w walce o tytuł mistrza świata (zarówno federacji WBA, jak i WBC) z obrońcą pasa mistrzowskiego Curtisem Cokesem 18 kwietnia 1969 w Inglewood. Cokes nie wyszedł do 14. rundy i Nápoles został nowym mistrzem świata. W rewanżu 29 czerwca tego roku w mieście Meksyk ponownie pokonał Cokesa, który nie był w stanie rozpocząć 11. rundy. 17 października 1969 w Inglewood pokonał na punkty byłego mistrza świata wagi półśredniej i średniej Emile’a Griffitha. Został uznany za boksera roku 1969 przez magazyn The Ring.
W 1970 pokonał w obronie tytułu 14 lutego w Inglewood Erniego „Indian Red” Lopeza przez techniczny nokaut w 15. rundzie, a następnie w towarzyskiej walce 14 sierpnia, również w Inglewood, Edwina „Fighting” Macka. 3 grudnia w Syracuse przegrał wskutek kontuzji przez TKO w 4. rundzie z Billym Backusem i stracił tytuł mistrza świata. W 1971 pokonał najpierw Manuela Gonzaleza, a potem odzyskał tytuł mistrza świata w rewanżu z Backusem 4 czerwca w Inglewood przez TKO w 8. rundzie. Później wygrał trzy walki towarzyskie (w tym z Jeanem Josselinem), po których w obronie tytułu 14 grudnia w Inglewood pokonał Hedgemona Lewisa na punkty. W 1972 stoczył tylko trzy walki w tym dwie o tytuł. 28 marca w Londynie wygrał przez nokaut w 7. rundzie z Ralphem Charlesem, a 10 czerwca w Monterrey przez techniczny nokaut w 2. rundzie z Adolphem Pruittem. W 1973 walczył trzykrotnie, zawsze w obronie mistrzostwa, wygrywając ponownie z Erniem Lopezem 28 lutego w Inglewood przez KO w 7. rundzie, z Rogerem Menetreyem 23 czerwca w Grenoble na punkty i z Clydem Grayem 22 września w Toronto również na punkty.
9 lutego 1974 w Puteaux Nápoles spróbował zdobyć tytuł mistrza świata w wadze średniej, ale przegrał przez poddanie w 6. rundzie z Carlosem Monzónem. W obronie tytułu w wadze półśredniej zwyciężył ponownie Hedgemona Lewisa 3 sierpnia 1974 w Meksyku przez techniczny nokaut w 9. rundzie i Horacio Saldano 14 grudnia tego roku w Meksyku przez nokaut w 3. rundzie, a następnie dwukrotnie Armando Muniza 30 marca 1975 w Acapulco (po tej walce Nápoles zrezygnował z tytułu WBA) i 12 lipca 1975, oba razy na punkty. W kolejnej obronie 6 grudnia 1975 w Meksyku został pokonany przez techniczny nokaut w 6. rundzie przez Johna Straceya. Była to jego ostatnia walka.
José Nápoles został wybrany w 1990 do Międzynarodowej Bokserskiej Galerii Sławy. Pod koniec życia żył w biedzie i w złym stanie zdrowia w Ciudad Juárez.